# ミュージックファンド
ミュージックファンドは、使われていない楽器を発展途上国や紛争国において、楽器職人の養成の利用に取り組んでいる非営利団体である。

## 概要
非政府組織オックスファムとイックチュス音楽団の共同援助により2004年に設立された。
創立から1年後の2005年、ミュージックファンド第一回目の楽器収集運動が行われた。500以上のあらゆる種類の楽器が集められた。同年12月には、初めて楽器がパレスチナとイスラエルへ運ばれることとなった。数年後、コンゴ民主共和国（キンシャサ）とモザンビーク（マプト）に楽器を送るため、再びこのような活動が行われた。

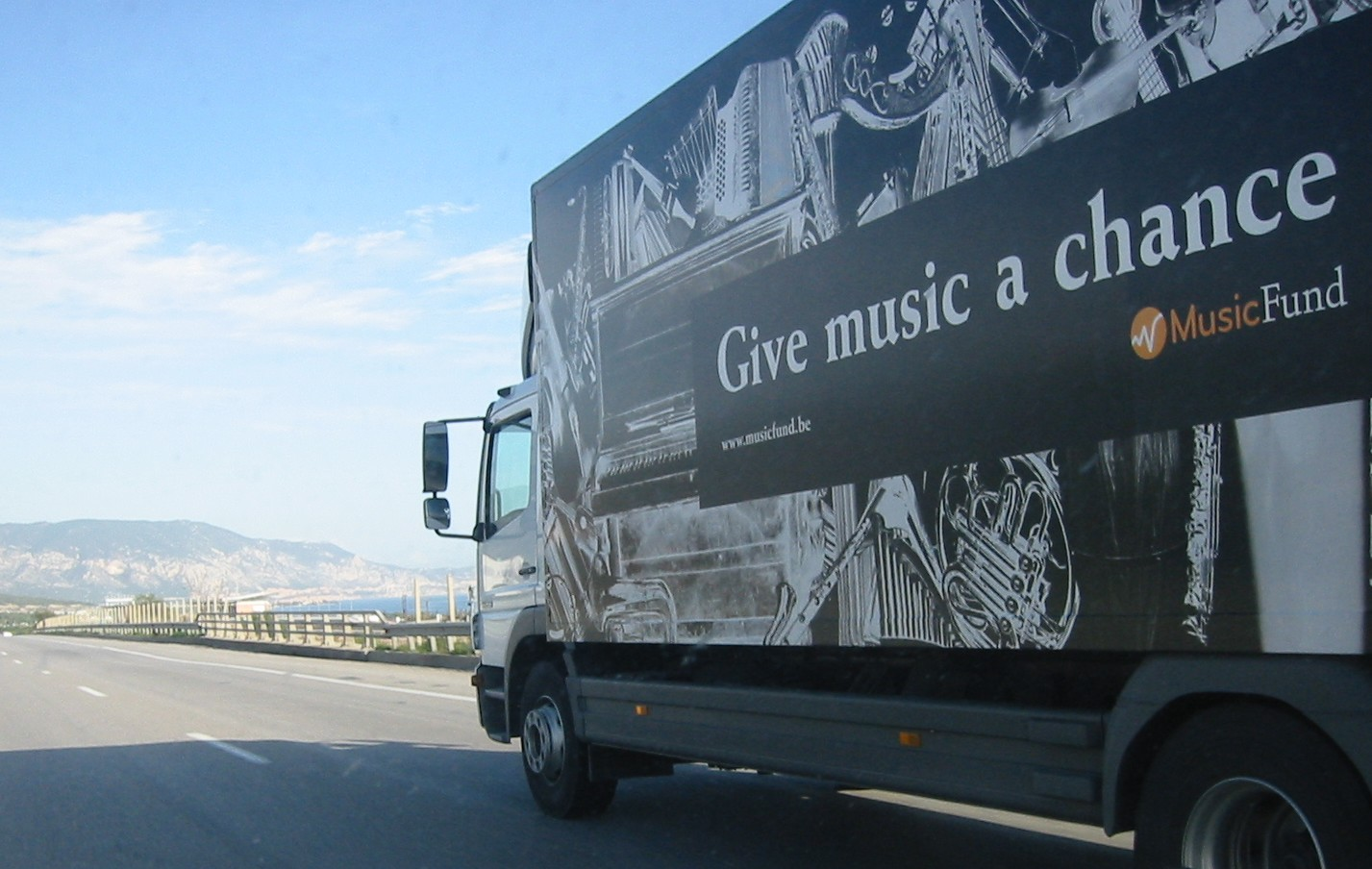
楽器を届けるミュージックファンドのトラック

この楽器収集活動は、着実にヨーロッパを通じて広がっている。集められた楽器は修復され、提携している音楽学校に分配されている。
また、その楽器を良い状態に保つことは、ミュージックファンドが最も大事にしていることのひとつでもある。それゆえ、提携校では、ワークショップ形式でのカリキュラムが組まれている。さらに、奨学金がもらえた学生達は、その一環として、ヨーロッパにある専門学校で長期の養成を受けられ、また、専門家のアトリエでワークショップに参加することができる。